# Bend Sinister
Bend Sinister è un album del 1986 della band The Fall pubblicato dalla Beggars Banquet Records.
Fu il terzo e ultimo album prodotto da John Leckie.

## Tracce

### Vinile
Side one
1. R.O.D. – 4:36 (Mark E. Smith, Steve Hanley, Simon Rogers, Craig Scanlon, Brix E. Smith, Simon Wolstencroft)
2. Dktr Faustus – 5:35 (M. Smith, Scanlon)
3. Shoulder Pads 1# – 2:56 (M. Smith, B. Smith)
4. Mr Pharmacist – 2:22 (Jeff Nowlen)
5. Gross Chapel - GB Grenadiers – 7:21 (M. Smith, Hanley, Scanlon)

Side two
1. U.S. 80's-90's – 4:36 (M. Smith, B. Smith)
2. Terry Waite Sez – 1:39 (M. Smith, B. Smith)
3. Bournemouth Runner – 6:06 (M. Smith, Hanley, B. Smith)
4. Riddler! – 6:22 (M. Smith, Rogers, B. Smith)
5. Shoulder Pads 2# – 1:57 (M. Smith, B. Smith)

### CD
1. R.O.D. – 4:36 (M. Smith, Hanley, Rogers, Scanlon, B. Smith, Wolstencroft)
2. Dktr Faustus – 5:35 (M. Smith, Scanlon)
3. Shoulder Pads 1# – 2:56 (M. Smith, B. Smith)
4. Mr Pharmacist – 2:22 (J. Nowlen)
5. Gross Chapel - GB Grenadiers – 7:21 (M. Smith, Hanley, Scanlon)
6. Living Too Late – 4:30 (M. Smith) – Originally released on the "Living Too Late" single, 7 July 1986
7. U.S. 80's-90's – 4:36 (M. Smith, B. Smith)
8. Terry Waite Sez – 1:39 (M. Smith, B. Smith)
9. Bournemouth Runner – 6:06 (M. Smith, Hanley, B. Smith)
10. Riddler! – 6:22 (M. Smith, Rogers, B. Smith)
11. Shoulder Pads 2# – 1:57 (M. Smith, B. Smith)
12. Auto Tech Pilot – 4:53 (M. Smith, Hanley) – Originally released on the "Mr Pharmacist" 12" single, 1 September 1986

### Audiocassetta
1. R.O.D. – 4:36 (M. Smith, Hanley, Rogers, Scanlon, B. Smith, Wolstencroft)
2. Dktr Faustus – 5:35 (M. Smith, Scanlon)
3. Shoulder Pads 1# – 2:56 (M. Smith, B. Smith)
4. Mr Pharmacist – 2:22 (J. Nowlen)
5. Gross Chapel - GB Grenadiers – 7:21 (M. Smith, Hanley, Scanlon)
6. Living Too Late – 4:30 (M. Smith)
7. U.S. 80's-90's – 4:36 (M. Smith, B. Smith)
8. Terry Waite Sez – 1:39 (M. Smith, B. Smith)
9. Bournemouth Runner – 6:06 (M. Smith, Hanley, B. Smith)
10. Riddler! – 6:22 (M. Smith, Rogers, B. Smith)
11. Shoulder Pads 2# – 1:57 (M. Smith, B. Smith)
12. Auto Tech Pilot – 4:53 (M. Smith, Hanley)
13. Town & Country Hobgoblins (M. Smith, Hanley, Marc Riley, Scanlon) – Live version of "City Hobgoblins", recorded at Town & Country Club, Kentish Town, London on 12 July 1986

### The Domesday Pay-Off Triad Plus
1. There's a Ghost in My House (Holland-Dozier-Holland, R. Dean Taylor) – Originally released on the "There's a Ghost in My House" single, 27 April 1987
2. U.S. 80's-90's" – 4:36 (M. Smith, B. Smith)
3. Shoulder Pads 1# – 2:56 (M. Smith, B. Smith)
4. Mr Pharmacist – 2:22 (J. Nowlen)
5. Riddler! – 6:22 (M. Smith, Rogers, B. Smith)
6. Hey! Luciani (M. Smith, Brix Smith, Stephen Hanley) – Originally released on the "Hey! Luciani" single, 8 December 1986
7. Haf Found Bormann (M. Smith) – Originally released on the "There's a Ghost in My House" single, 27 April 1987
8. Terry Waite Sez – 1:39 (M. Smith, B. Smith)
9. R.O.D. – 4:36 (M. Smith, Hanley, Rogers, Scanlon, B. Smith, Wolstencroft)
10. Shoulder Pads 2# – 1:57 (M. Smith, B. Smith)
11. Gross Chapel - GB Grenadiers – 7:21 (M. Smith, Hanley, Scanlon)